# Dziewcza Góra (Garcz)
Dziewcza Góra, (kasz. Dzéwczô Góra) – część wsi Garcz w Polsce, położona w województwie pomorskim, w powiecie kartuskim, w gminie Chmielno. Wchodzi w skład sołectwa Garcz.
W latach 1975–1998 Dziewcza Góra administracyjnie należała do województwa gdańskiego.
W Dziewczej Górze osadzona jest główna oś akcji powieści Martyny Bundy "Nieczułość".
Etymologia nazwy, w sposób oczywisty jest kojarzona z  polskim wyrazem dziewczę, czy kaszubskim odpowiednikiem dzewus/dzeus. Może jednak być to mylące. Biorąc za podstawę formę Dzéwkô Góra, zapisaną w Słowniku gwar kaszubskich na tle kultury ludowej Bernarda Sychty pochodzenie nazwy może być zupełnie inne. W kaszubszczyźnie funkcjonują przymiotniki zdrobniałe takie jak np daleczkô, wësoczkô, maluszkô (daleczka, wysoczka, malutka). Czyli dzëwkô to zdrobnienie kaszubskiego przymiotnika w formie żeńskiej dzëwô (pol. dzika). Tak jak w wyrażeniach dzëwô gãs (dzika gęś) czy dzëwé òczë (dzikie oczy). Wynika z tego, że według tej etymologii pierwotnie wzniesienie było określane jako Dzika Góra, w znaczeniu miejsca nieurodzajnego, na którym nic lub niewiele rosło. Dopiero potem określenie dzéwkô/dzëwkô, skojarzono z rzeczownikiem dziewczę/dziewczyna i nazwa nabrała zupełnie innego znaczenia.